# 리처드 하우랜드

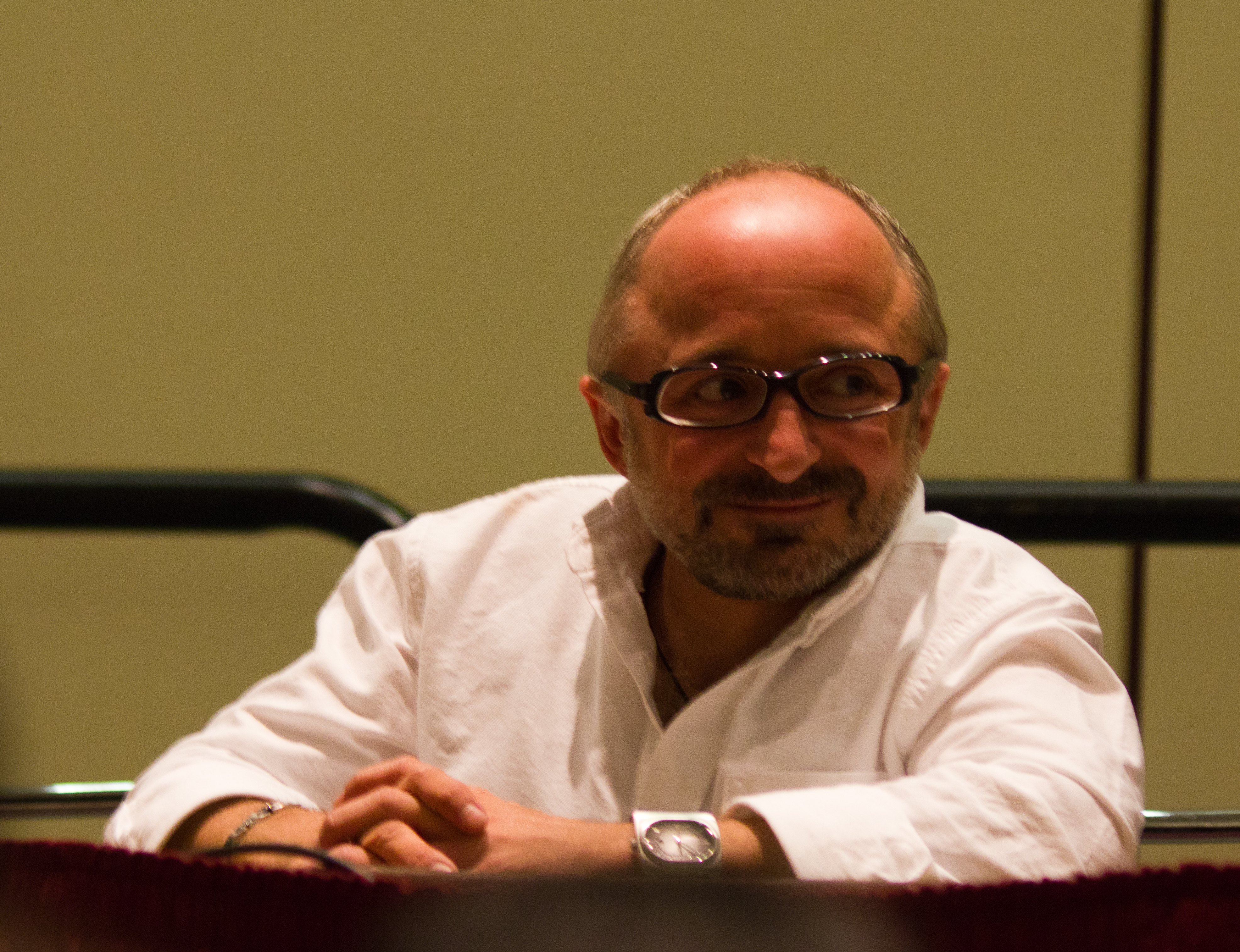

리처드 하우랜드(Rick Howland)는 캐나다의 음악가, 배우이다.
킹스턴에서 태어났다.

## 출연 작품
- 미드겟츠 Vs. 마스코츠 (2009년)
- 굿 캅 배드 캅 (2006년)
- Santa Baby (2006)
- 크레이지 포 크리스마스 (2005년)
- 클럽 랜드 (2001년)

### 텔레비전
- 머독 미스터리 (2008)
- 로스트 걸 (2010-15) - 트릭 역